# Branko Turčić
Branko Turčić (Čižići na otoku Krku, 27. prosinca 1934. – Rijeka, 5. studenog 2011.) bio je hrvatski novinar, scenarist i jedini pisac na čokavici, govoru njegovog rodnog kraja - dobrinjštine.

## Novinarstvo
Nakon svršetka Filozofskog fakulteta u Zagrebu, Turčić se trajno vraća u Rijeku u kojoj je pretežno živio od 1949. do 1993. g. U Rijeci je radio kao novinar, prvo kao pripravnik Novog lista, a zatim i kao urednik. Bio je i glavni urednik lista Jugolinija te Nauta, prvog hrvatskog časopisa o moru. Za novinarski rad dobio je Nagradu Grada Rijeke kao glavni urednik Službe za informiranje u časopisu Jugolinija.

## Književnost, scenariji
U hrvatskoj se književnosti pojavio romanom Živi,mrtvi i pomorci iz 1979. g., a za koji je još iste godine dobio prvu nagradu na natječaju Fonda Drago Gervais. Roman Pomorci lete duboko napisao je 1982. g., Na putu do sebe 1986. g., Godina poslije 1990. g.,a iste godine i roman Ruža vjetrova: prvi kvadrant za koji je također dobio nagradu Drago Gervais.
Član je Društva hrvatskih književnika od 1986. g.
Osim romana napisao je scenarije za tri tv filma s naslovom Pomorci, nekoliko radio pripovijedaka i tri monografije.

## Pisanje na čokavici
Osebujnost Turčićevog djelovanja je pisanje na arhaičnom obliku čakavskog narječja - čokavici. Čokavicom je počeo pisati u Krčim novinama te u Krčkom kalendaru i drugim povremenim krčkim izdanjima. Monografiju Šilo ko vavik vrti dijelom je napisao na čokavici.
Nakon 40-ogodišnjeg rada u novinarstvu i umirovljenja, 1993. g. vraća se u svoje rodne Čižiće te se posvećuje pisanju i brizi o očuvanju čokavice. Rezultat tog rada je najbolja knjiga pisana na čokavici i najbolja knjiga o samoj čokavici, Sedmoškojani, prvi čokavski rječnik izdana 2002. g. Prema prof.dr. Zdravku Jelenoviću to je vrlo značajna kulturološka, literarna i naročito lingvistička knjiga jer obrađuje književnost pisanu čokavicom, a koja je posve manjkava. U prvom dijelu knjige brojne su pripovijetke u kojima se Turčić prisjeća načina života, običaja, pojava iz svoje mladosti, a sve pisano na izvornoj čokavici. Drugi dio knjige je rječnik od oko 5000 čokavskih riječi i njihovih izvedenica.
Branko Turčić preminuo je 5. studenog 2011.

## Djela[1]
- romani
- Živi, mrtvi i pomorci
- Pomorci lete duboko
- Na putu do sebe
- Godina poslije
- Ruža vjetrova
- Gazde i gazdarice

- scenariji
- za televizijsku seriju Pomorce

- rječnik
- Sedmoškojani, prvi čokavski rječnik